# Вінниця (Нижньосілезьке воєводство)
Вінниця (пол. Winnica, нім. Weinberg) — село в Польщі, у гміні Кротошиці Леґницького повіту Нижньосілезького воєводства.
Населення — 341 особа (2011).
У 1975-1998 роках село належало до Легницького воєводства.

## Демографія
Демографічна структура станом на 31 березня 2011 року:
|          | Загалом | Допрацездатний вік | Працездатний вік | Постпрацездатний вік |
| -------- | ------- | ------------------ | ---------------- | -------------------- |
| Чоловіки | 161     | 34                 | 114              | 13                   |
| Жінки    | 180     | 45                 | 104              | 31                   |
| Разом    | 341     | 79                 | 218              | 44                   |